# Sebaea
Sebaea es un género de plantas con flores perteneciente a la familia Gentianaceae.  Comprende 169 especies descritas y de estas, solo 32 aceptadas.

## Taxonomía
El género fue descrito por Sol. ex R.Br. y publicado en Prodromus Florae Novae Hollandiae 451. 1810.  La especie tipo es: Sebaea ovata (Labill.) R. Br.
Etimología
Sebaea: nombre genérico que fue otorgado en honor de Albertus Seba (1665–1736), un farmacéutico, zoólogo y colector alemán.

## Especies aceptadas
A continuación se brinda un listado de las especies del género Sebaea aceptadas hasta abril de 2014, ordenadas alfabéticamente. Para cada una se indica el nombre binomial seguido del autor, abreviado según las convenciones y usos.
- Sebaea affinis Welw.
- Sebaea albens (L. f.) Roem. & Schult.
- Sebaea albidiflora F.Muell. - White Sebaea[3]
- Sebaea aurea (L. f.) Roem. & Schult.
- Sebaea baumiana (Gilg) Boutique
- Sebaea bojeri Griseb.
- Sebaea brachyphylla Griseb.
- Sebaea chironioides Gilg
- Sebaea debilis (Welw.) Schinz
- Sebaea erosa Schinz
- Sebaea exacoides (L.) Schinz
- Sebaea grandis (E.Mey.) Steud.
- Sebaea grisebachiana Schinz
- Sebaea leiostyla Gilg
- Sebaea longicaulis Schinz
- Sebaea luteo-alba (A. Chev.) P. Taylor
- Sebaea macrophylla Gilg
- Sebaea microphylla (Edgew.) Knobl.
- Sebaea minuta Paiva & I.Nogueira
- Sebaea natalensis Schinz
- Sebaea oligantha (Gilg) Schinz
- Sebaea ovata (Labill.) R. Br.
- Sebaea platyptera (Baker) Boutique
- Sebaea primuliflora (Welw.) Sileshi
- Sebaea procumbens A.W. Hill
- Sebaea pusilla Eckl. ex Chamisso
- Sebaea rehmannii Schinz
- Sebaea schlechteri Schinz
- Sebaea spathulata Steud.
- Sebaea stricta (E. Mey.) Gilg
- Sebaea teucszii (Schinz) P. Taylor
- Sebaea teuszii (Schinz) P.Taylor
- Sebaea thomasii Schinz